# Gernot Schmidt (Schauspieler)
Gernot Schmidt (* 10. Dezember 1962 in Köln) ist ein deutscher Schauspieler und Regisseur.

## Leben
Schmidt absolvierte seine Schauspielausbildung von 1995 bis 1997 beim Herbert Berghof Studio New York bei Uta Hagen. 
Er begann seine Laufbahn bei Film und Fernsehen 1993 mit der Fernsehserie Die Wache, in der er eine durchgehende Hauptrolle hatte. Danach folgten Fernsehauftritte bei SOKO Köln und diverse Episodenrollen z. B. Alarm für Cobra 11 – Die Autobahnpolizei, Tatort oder auch Pastewka. 2008 und 2009 konnte man den in Köln lebenden Schauspieler in der täglichen Serie 112 – Sie retten dein Leben bei RTL sehen. In der Produktion von action concept spielte er den Einsatzleiter Ingo Bender. Er spielt auch bei zahlreichen Theaterproduktionen mit, so in dem Einpersonenstück Ein Abend im November (Marie Jones) unter der Regie von Arved Birnbaum. Außerdem führte Gernot Schmidt Regie.

## Filmografie (Auswahl)
- 1992: German Fried Movie
- 1994–1995: Die Wache (Fernsehserie, 43 Folgen)
- 1998: Der Clown (Fernsehserie, Folge 1x05)
- 1998: Wettlauf mit dem Tod – Das Geiseldrama von Gladbeck
- 2000–2001, 2011: Alarm für Cobra 11 – Die Autobahnpolizei (Fernsehserie, 3 Folgen)
- 2004: Welcome home
- 2005, 2012: SOKO Köln (Fernsehserie, Folgen 2x08, 9x07)
- 2006: Neandertal
- 2007: Kinder, Kinder (Fernsehserie, Folgen 1x02–1x03)
- 2007, 2012: Pastewka (Fernsehserie, Folgen 3x09, 6x02)
- 2008: Verbotene Liebe (Episoden 3123–3125)
- 2008: Das Papst-Attentat (Fernsehfilm)
- 2008–2009: 112 – Sie retten dein Leben (Fernsehserie)
- 2009: Ein Fall für Zwei (Fernsehserie, Folge 261)
- 2010: Wilsberg (Fernsehserie, Folge 1x30)
- 2011: Die Schäferin (Fernsehfilm)
- 2011: Heiter bis tödlich: Henker & Richter (Fernsehserie, Folge 1x01)
- 2012: Alarm für Cindy 11
- 2012: Pommes essen
- 2014: Heiter bis tödlich: Koslowski & Haferkamp (Fernsehserie, Folge 1x01)
- 2014: Der Bulle und das Landei – Von Mäusen, Miezen und Moneten
- 2015: Das Kloster bleibt im Dorf
- 2018: Der Nesthocker
- 2022: Bettys Diagnose (Fernsehserie, Folge 8x19)
- 2024: Unter uns (Fernsehserie)